# تویلا
تویلا (به لاتین: Toila) یک منطقهٔ مسکونی در استونی است که در پریش تویلا واقع شده‌است. تویلا ۷۸۰ نفر جمعیت دارد.